# Deneb (Schiff, 1962)
Die Deneb war ein Vermessungs- und Wracksuchschiff des Bundesamtes für Seeschifffahrt und Hydrographie. 

## Geschichte
Das Schiff wurde unter der Baunummer 1322 auf der Schlichting-Werft in Lübeck-Travemünde gebaut und 1962 als Wega vom damaligen Deutschen Hydrographischen Institut in Dienst gestellt. Es verfügte über einen Holzrumpf mit Aluminiumaufbauten.
1991 wurde das Schiff unter seinem neuen Namen Deneb in Rostock stationiert. Das Schiff war in der Deutschen Bucht und der westlichen Ostsee eingesetzt und hat etwa 2500 Wracks und andere Unterwasserhindernisse untersucht. Es hat dabei rund 150.000 Seemeilen zurückgelegt.

## Technische Daten
Das Schiff wurde von einem Deutz-Dieselmotor mit einer Leistung von 206 kW angetrieben. Der Motor wirkte über ein Getriebe auf einen Verstellpropeller. Das Schiff erreichte eine Geschwindigkeit von bis zu 10,5 kn.
Für die Stromversorgung an Bord waren mehrere Generatoren verbaut.